# Bushmaster (DC Comics)
Bushmaster è un supereroe immaginario pubblicato dalla DC Comics. Comparve per la prima volta in Super Friends n. 45 (giugno 1981), e fu creato da E. Nelson Brindwell e Romeo Tanghal.

## Biografia del personaggio
Bernal Rojas è un erpetologo che inventò dei gadget che mimavano le abilità dei rettili, passati e presenti. Aiutò Batman e Robin a smantellare una bomba in Venezuela e a dare la caccia ad un criminale. Fu anche un membro fondatore dei Guardiani del Globo. Successivamente, fu visto a Parigi, in Francia, nel coadiuvare i suoi compagni di squadra contro un'orda di alieni Apellaxiani. Insieme agli altri Guardiani, fu sottoposto al lavaggio del cervello da Queen Bee in Byalya.
Mentre si trovava sotto il controllo mentale di Queen Bee, lui e i suoi compagni di squadra viaggiarono fino all'ambasciata francese della Justice League International. Queen Bee, nel tentativo di sollevare un favore pubblico positivo per la squadra, inviò un robot, creato da un membro dei Dominatori, per attaccare sia loro che la JLI. Durante la battaglia, Bushmaster dimostrò l'abilità di mimetizzarsi come i camaleonti, di saper utilizzare uno scudo tecnologico che si apre in un secondo, e l'abilità di costruire una vasta gamma di armi nel giro di pochi secondi.
L'intera squadra riuscì, infine, a sfuggire al controllo di Queen Bee, grazie anche ad alcuni nemici della Justice League.

### La situazione degli ostaggi
Bushmaster tornò in Venezuela. Fu chiamato per dare una mano in una situazione di rapina in una banca locale con ostaggi. I criminali accettarono che lui, da solo, entrasse disarmato per negoziare. Una volta entrato nella banca con un serpente, mise i criminali a disagio convincendoli che il suo rettile fosse velenoso, cosa che gli permise di sconfiggere subito i rapinatori. Fuori dalla banca, fu attaccato dall'antica entità Fain Y'onia. Durante la battaglia, fu temporaneamente accecato da Fain e scaraventato all'interno della banca. Atterrò vicino ad uno dei rapitori, che fu arrestato da un poliziotto in borghese. Il criminale prese la pistola dell'ufficiale e sparò tre volte al petto di Bushmaster uccidendolo.
Arrabbiata, Fain lanciò un raggio energetico verso il criminale. Uccise quest'ultimo e tre poliziotti che vi si trovavano vicino.
Fain continuò la sua battaglia contro i Guardiani, ed uccise Thunderlord. Dopo la sua sconfitta, furono erette delle statue a tutti i Guardiani del Globo che morirono nel corso degli anni. La statua di Bushmaster lo rappresentava con in mano un serpente.